# Convento de São Domingos de Bonaval
O Convento de São Domingos de Bonaval é um antigo convento dominicano do século XIII com uma fábrica composta de elementos góticos, barrocos e neoclássicos.

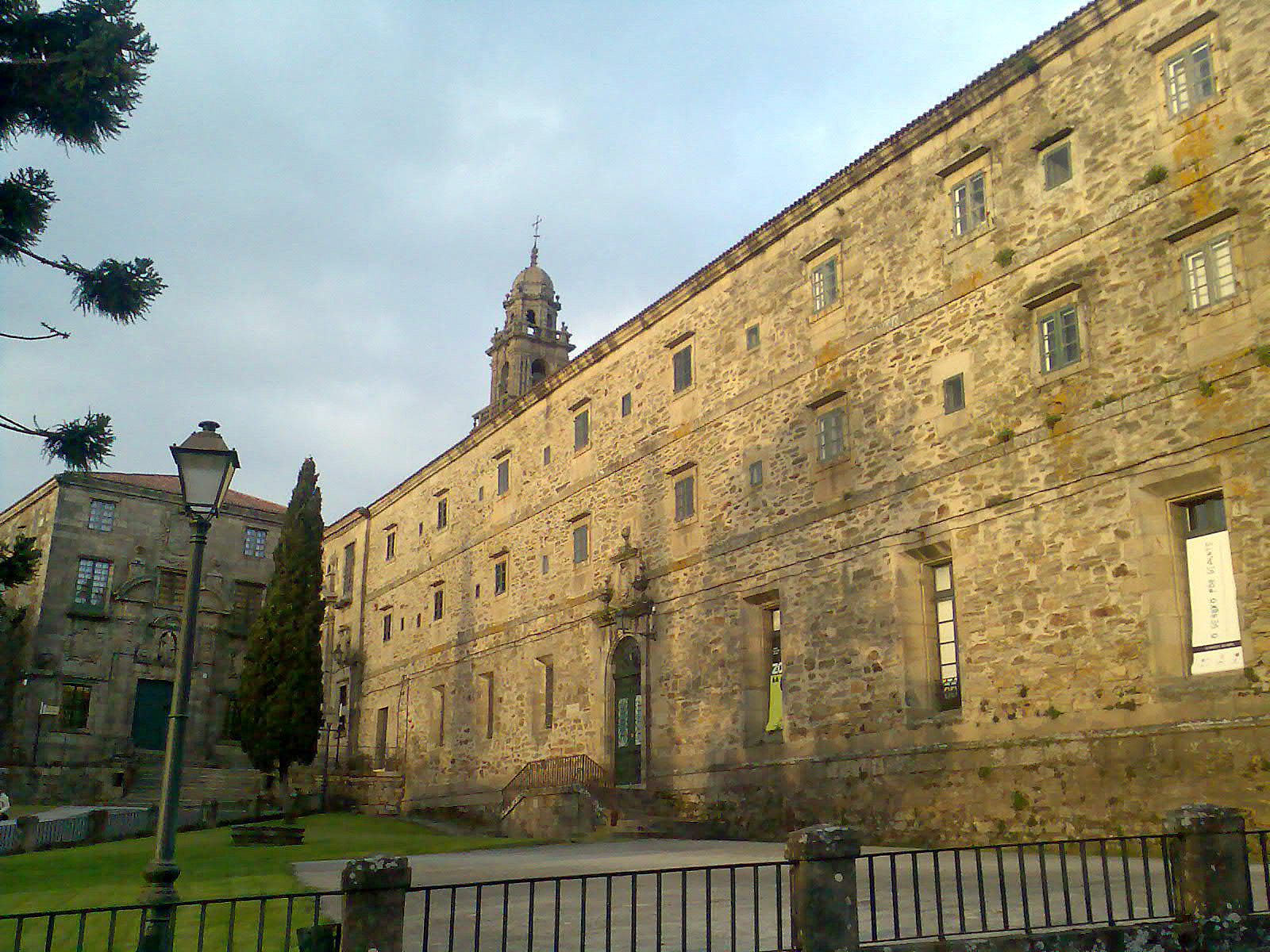
Fachada principal do Convento

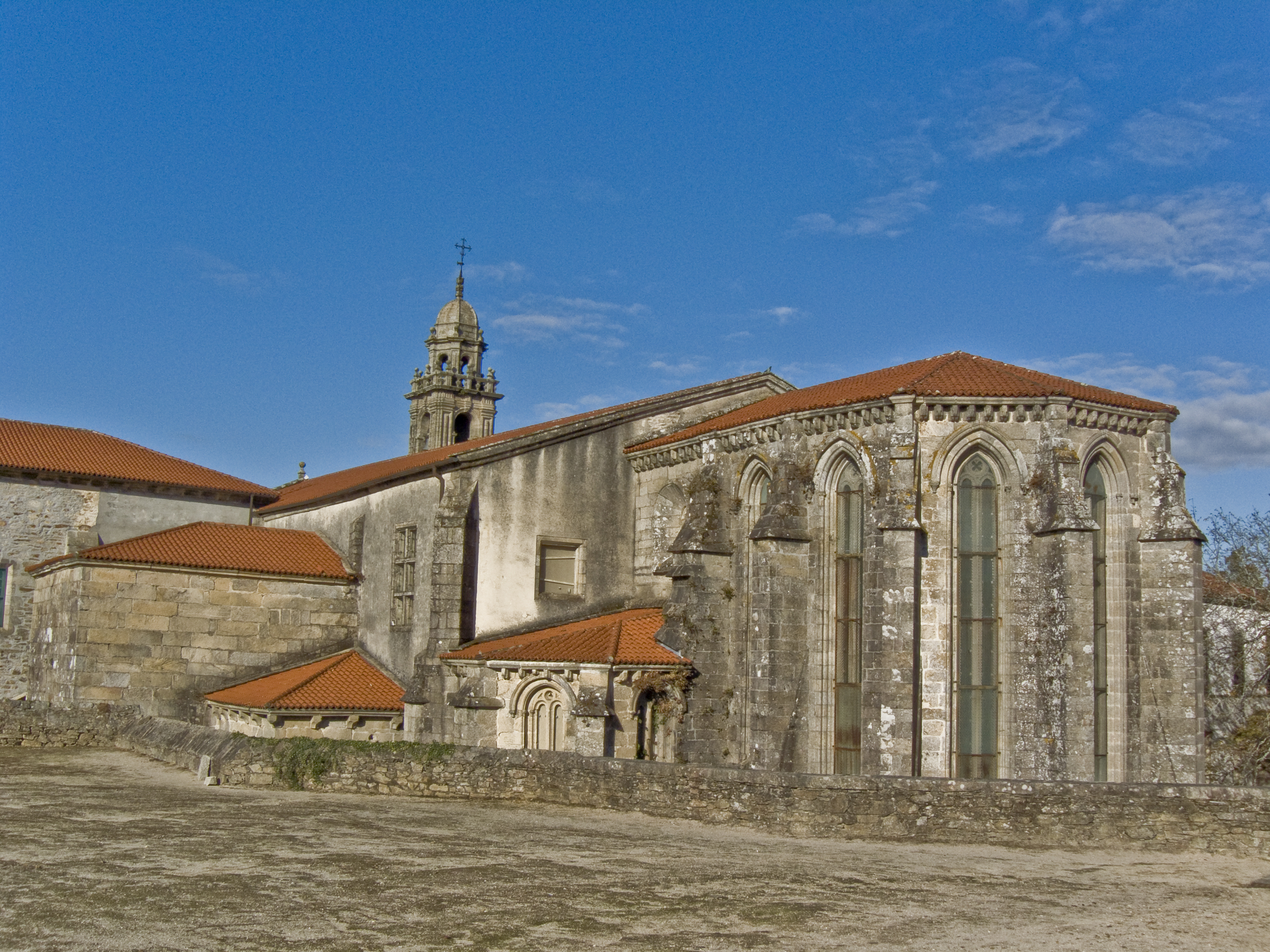
Abside gótica da igreja

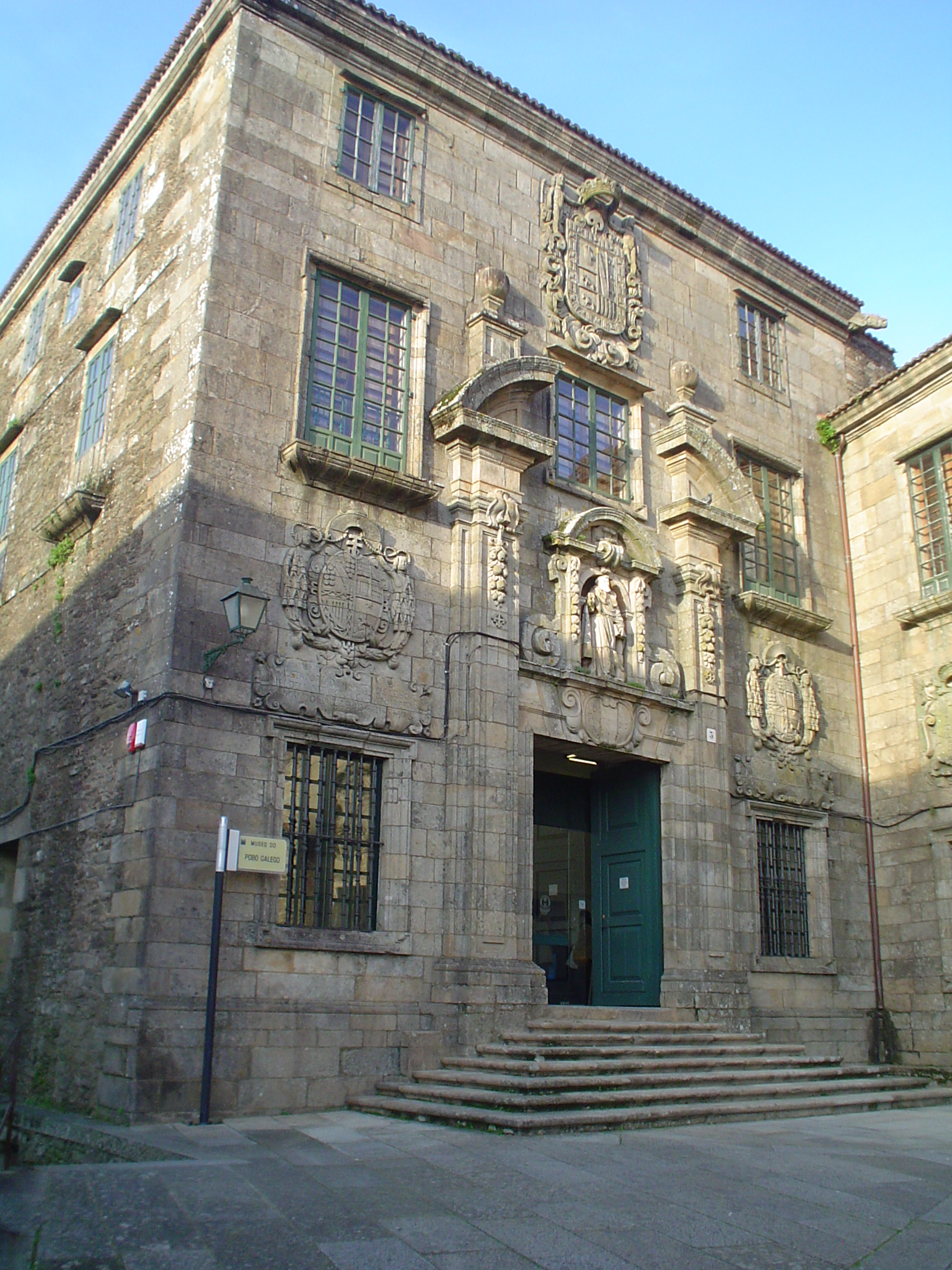
Detalhe da fachada, entrada do Museu

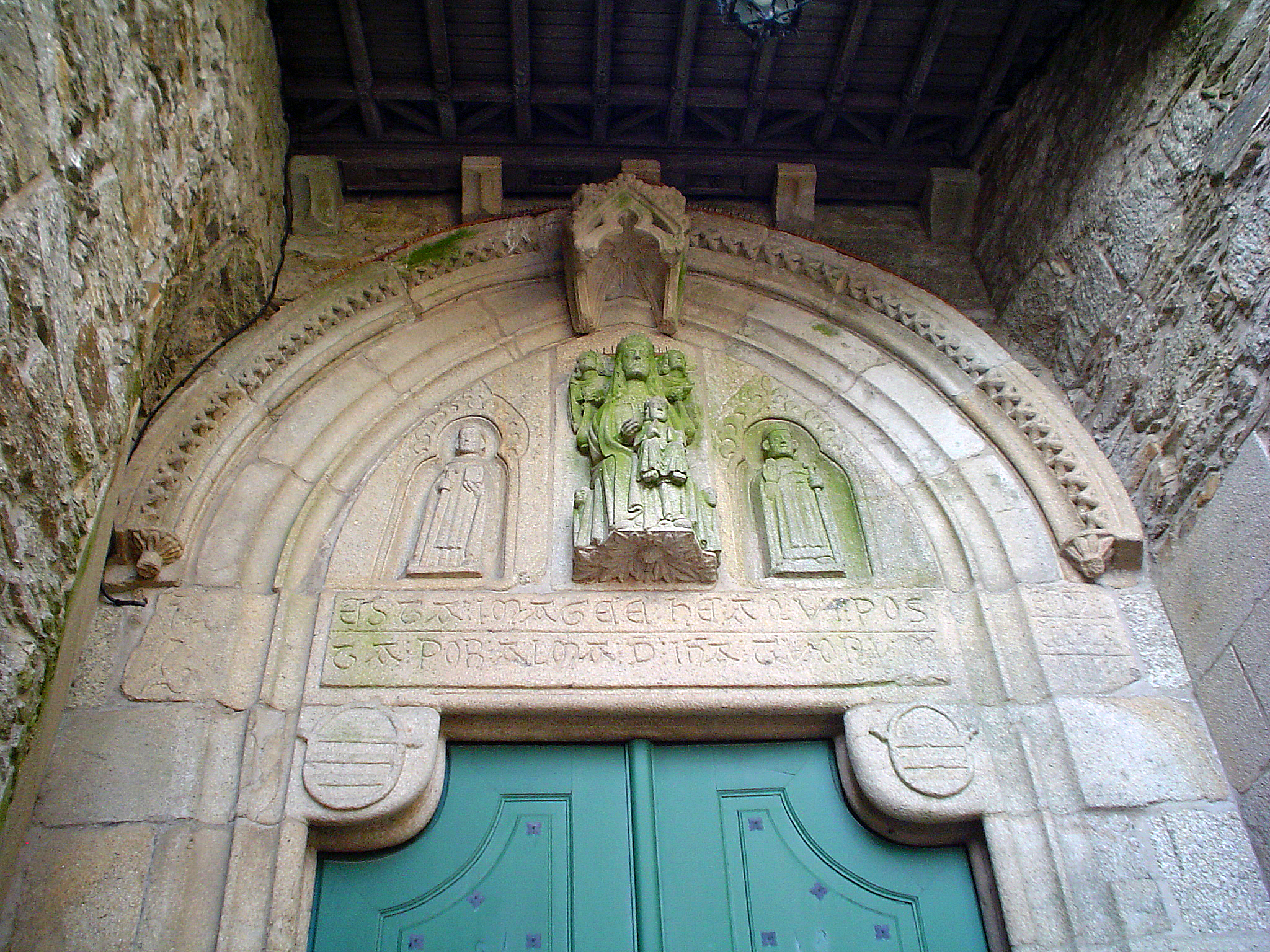
Tímpano gótico da porta de aceso ao cemitério pequeno do convento

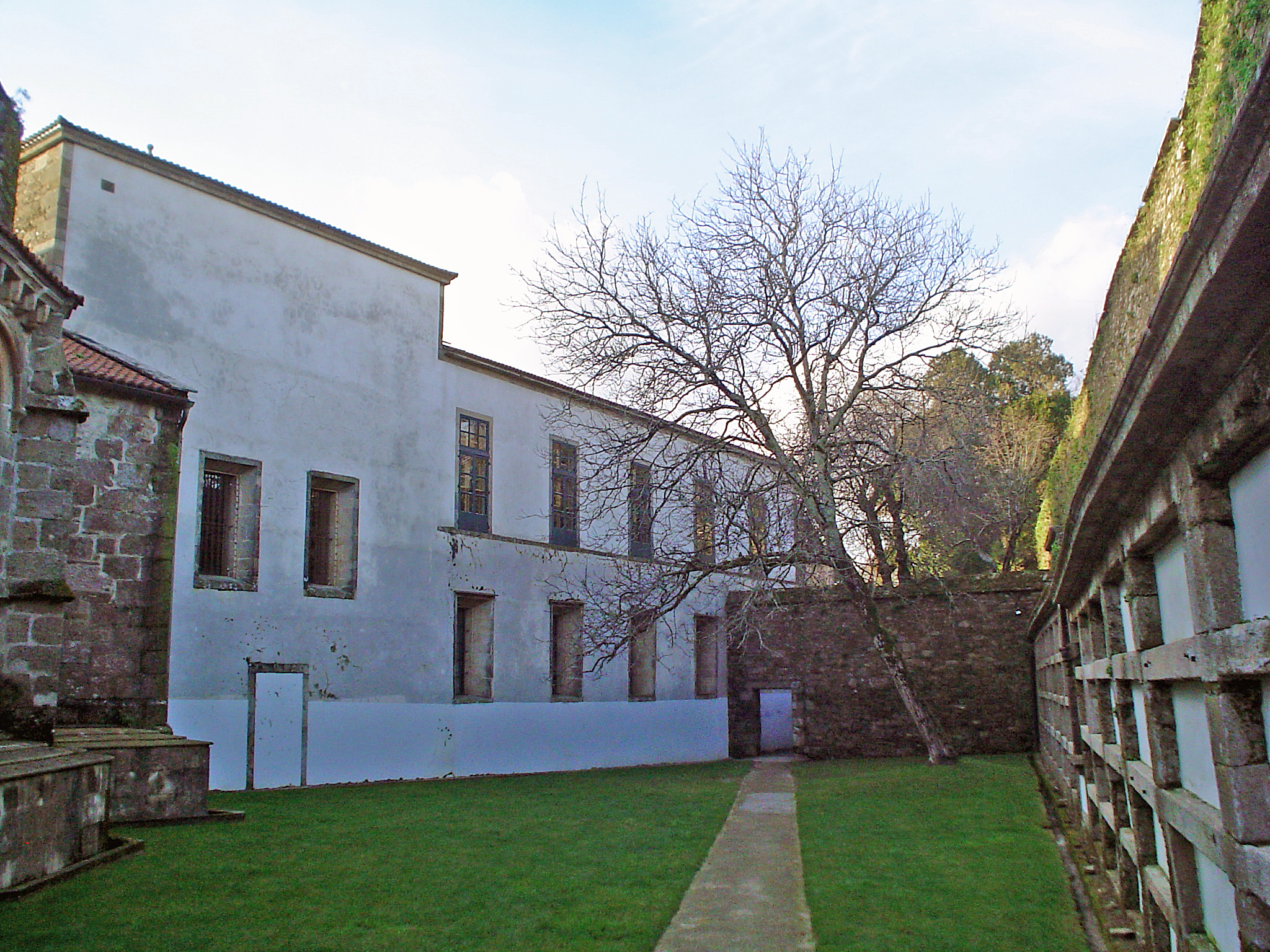
Um dos cantos do atual parque de Bonaval

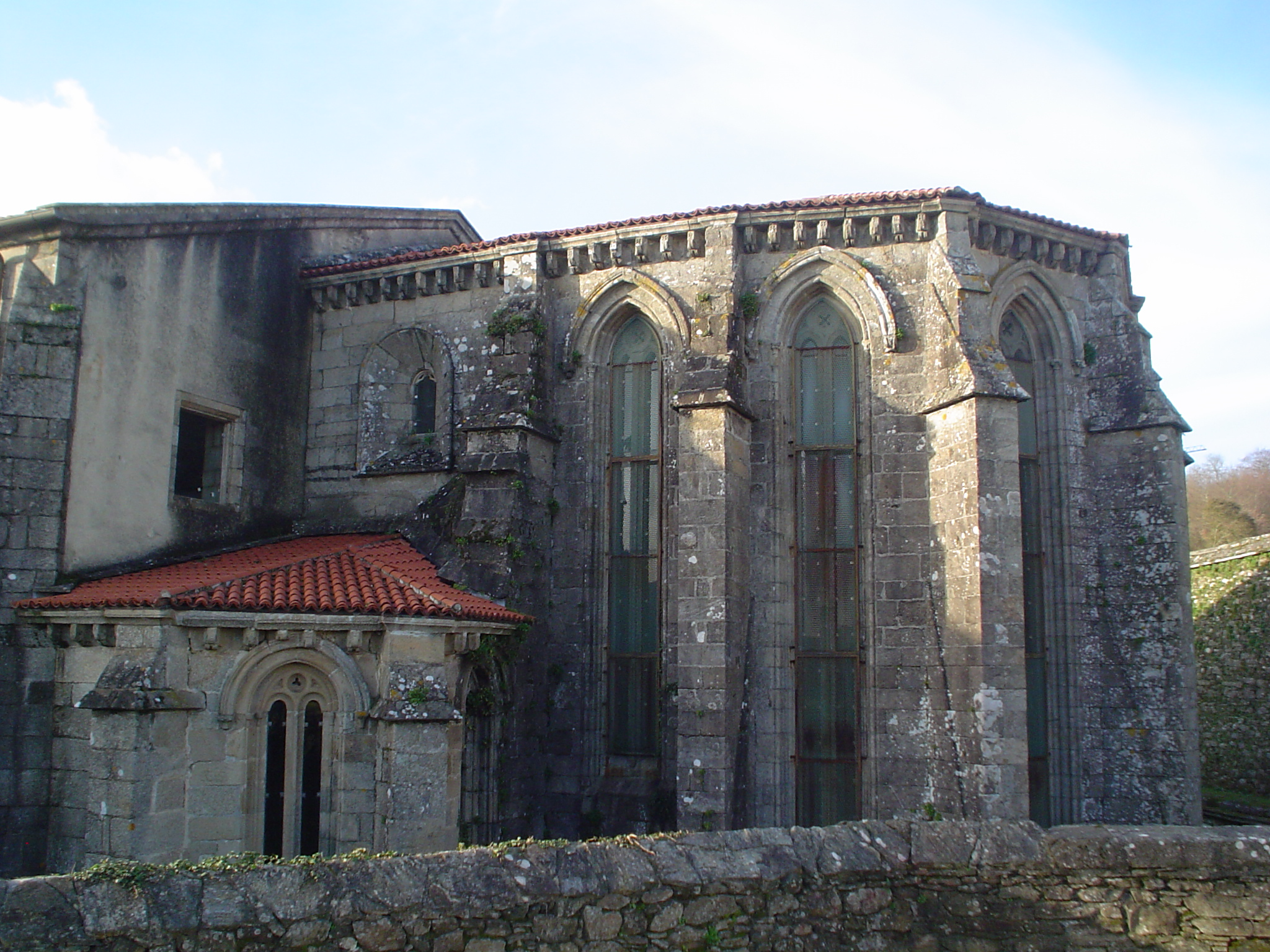
Abdside gótica da igreja

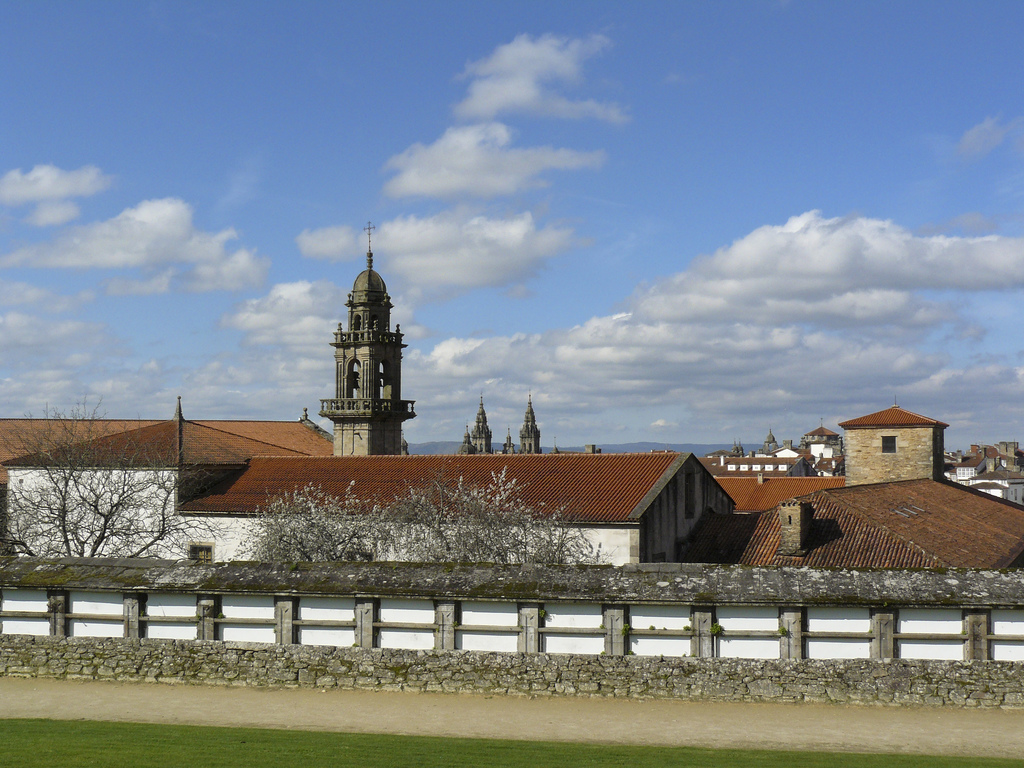
Vista de conjunto

## Situação
Situa-se na cidade de Santiago de Compostela, extramuros na aba do monte da Almáciga, perto do lugar conhecido como a Porta do Caminho.

## História
Convento fundado por São Domingos de Gusmão (que peregrinou a Santiago  em 1219) a princípios do século XIII.
O documento mais antigo no qual se cita o convento, com o primitivo orago de Santa Maria, data de 1228. Desde o século XV aparece já com o título de São Domingos, e sob o patrocínio da casa de Altamira.
Com a exclaustração das ordens religiosas, o convento passa às mãos do Concelho. Em cumprimento do Real Decreto de 1836, uma comissão nomeada pela Deputação corunhesa propõe o derribo de trinta edifícios, e destina São Domingos "para quartéis dos Regimentos de Compostela e Santiago, com a demolição da igreja". Por fortuna, este ditame não se chegou a executar.
Em 1841, por mediação do arcebispo Vélez, o Concelho destina o convento a hospício; por volta de 1945, o hospício ocupava ainda a parte Norte, e a Sul, à direita da igreja, acolhia um colégio de surdos-mudos e cegos. Ao ser suprimidas estas instituições, ficou por um tempo desocupado, até que o Concelho decide adaptar e destinar uma parte das dependências para Museu Municipal, que se inaugura em Dezembro de 1963.
Em 1977, por encomenda do Padroado do Museu do Povo Galego, o concelho cede o edifício para a criação do museu do mesmo nome.

## Descrição

### A Igreja
A igreja, construída em estilos gótico e renascentista, não se encontra em nossos dias aberta ao culto, alberga o Panteão de Galegos Ilustres. Construída seguindo os cânones do gótico dominicano com naves luminosas a e diáfanas, e deslocando o ponto de interesse litúrgico desde a abside até ao púlpito situado no cruzeiro.
Neste templo enterraram-se as famílias dos Moscoso e dos Castro, graças a autorização dada pelo papa Inocêncio IV dada a esta ordem para enterrar leigos nos seus conventos.
As abóbadas cobrem todo o templo.

#### Imagineria
O Retábulo Maior foi construído a partir de 1687 por Domingo de Andrade na Igreja paroquial de Santiago de Carril, e após ser montado no seu lugar definitivo não se manteve a estrutura original. Estrutura-se a base da superposição de corpos, forma claramente renascentista.
A escultura foi encarregada a Esteban de Cendán, por volta de 1689, relacionado com o estilo de Mateo de Prado.
Representa a São Francisco, Santo Agostinho, São Bento, Santo Ignácio, São Pedro de Nolasco e São Domingos. Em nossos dias encontram-se espalhados em diferentes lugares do convento.

### O Convento
Em 1695 inicia-se a sua reconstrução, o parecer devido as más condições nas quais se encontrava. Sob o mecenato do arcebispo Monroi, foi Domingo de Andrade o que se encarregou das obras.
Deste modo a imagem que hoje podemos observar é na sua maioria produto destas reformas ordenadas pelo arcebispo Frei Antonio de Monroi, que ocupou seu cargo entre 1685 a 1715.

#### A fachada principal
Preside-a o escudo dos condes de Altamira com coroa real, patronos do convento, e nela vêem-se claras referências a obra "Arte e uso da Arquitetura" de frei Lorenzo de São Nicolas]. É de pequenas proporções, dividida em três partes, horizontal e verticalmente.
A portada compõe-se de duas pilastras toscanas decoradas com feixes de frutas típicas no quefazer de Andrade, que suportam um frontão curvo partido enquadrando a porta com lintéis, presidida pela imagem do santo fundador. A ambos os lados da porta abrem-se vãos retangulares. Sobre os lintéis, em cartelas, ainda se pode ler nitidamente o seguinte texto:
"Esa portada i quarto que le sigue mando hacer el ylustrissimo sr don frai Antonio de Monroi arzobispo i señor de esta ciudad i genera de esta sagrada religión con las himagines i dorado año de 1699".

#### A tripla escada helicoidal
Destaca-se no seu interior a extraordinária escada tripla de caracol helicoidal dos séculos XVII e XVIII, obra também do arquiteto Domingo de Andrade. Compõe-se de três espirais independentes. O estudioso Ríos Miramontes relacionou-a com a que se encontra no francês Castelo de Chambord. No mesmo espaço desenvolvem-se três rampas independentes, que conduzem a diferentes andares; só uma delas alcança o terraço. Os degraus da escada estão feitos de uma peça inteira, encravando-se por um nervo exterior sem necessidade de encaixar no muro nem se unirem uns aos outros.
Foi restaurada por Xosé Cerviño García, o Mestre Cerviño.

#### A torre
Também obra de Domingo de Andrade, e de novo sob o mecenato do arcebispo Monroi, estrutura-se no essencial seguindo o já feito pelo autor na Torre do relógio da Catedral de Santiago de Compostela, e realiza-se nos princípios do século XVIII.

#### Outras estâncias
Em 1712 Pedro García é encarregado da realização da sacristia.

## Situação atual
O antigo convento e a atual sé do Museu do Povo Galego.
A horta conventual e o cemitério anexo transformaram-se em finais do século XX num amplo e tranqüilo parque público.